# Un gosse de la butte
Pour plus de détails, voir Fiche technique et Distribution.
Un gosse de la butte (Rue des cascades) est un film français réalisé par Maurice Delbez et sorti en 1964.

## Synopsis
Hélène, séduisante veuve quadragénaire et mère du petit Alain, tient un café-épicerie-crémerie à Ménilmontant, un quartier populaire parisien alors en pleine évolution en ce début des années 1960. Lorsqu’elle essaie de refaire sa vie avec Vincent, un Antillais de vingt ans son cadet, Alain témoigne d’abord de l’hostilité à ce dernier avant d’être conquis par sa gentillesse et de devenir son ami. À cause d’un drame de la jalousie où sa voisine et amie Lucienne est assassinée par son mari qui l'a surprise en flagrant délit d'adultère avec son neveu plus jeune, Hélène prend conscience de sa grande différence d’âge avec Vincent et décide de mettre fin à leur liaison.

## Fiche technique
- Titre original : Un gosse de la butte
- Titre alternatif (ressortie après restauration 2017) : Rue des Cascades
- Réalisation : Maurice Delbez
- Scénario : Maurice Delbez, Jean Cosmos d’après le roman de Robert Sabatier, Alain et le Nègre (Éditions Albin Michel, 1953)
- Dialogues : Jean Cosmos
- Décors : Pierre Guffroy, Jacques Douy
- Photographie : Jean-Georges Fontenelle
- Cadrage : Jean Benézech
- Son : Jean Labussière
- Montage : Andrée Verlin
- Musique : André Hodeir (éditions Meridian)
- Photographe de plateau : Jean Falloux
- Pays d'origine : France
- Langue originale : français
- Production : Edmond Lemoigne
- Sociétés de production : Les Films de Mai (France), Les Productions de La Guéville (France)
- Sociétés de distribution : Sony Pictures Television (France), Célia Films (France)
- Format : noir et blanc — 35 mm — 1.66:1 — son monophonique (Poste Parisien)
- Genre : comédie dramatique
- Durée : 87 minutes
- Date de sortie : France : 2 décembre 1964
- Sortie DVD : 6 septembre 2017 (SND - M6 vidéo)
- Classification CNC : tous publics (visa no 26041 délivré le 24 juillet 1964)

## Distribution
- Madeleine Robinson : Hélène
- Serge Nubret : Vincent
- Daniel Jacquinot : Alain
- René Lefèvre : M. Bosquet, retraité et client habituel du café
- Lucienne Bogaert : Mme Tournier, cliente habituelle du café, « retraitée des maisons closes »
- Suzanne Gabriello : Lucienne Verdet, voisine et amie d'Hélène
- Roland Demongeot : Grand Jack, un copain
- Erick Barukh : Capdeverre, un copain
- Serge Srour : Loulou, un copain
- Dominique Lartigue : Bernard, un copain
- Christine Simon : Theresa, la jeune fille
- Les boxeurs de L'Avia-club[1]
- Les ballets africains de Mamadou Traoré[1]
- François Jouffa et Marie-Rose Villedieu : le couple d'adolescents qui s'embrassent sur les grands boulevards.

## Production

### Casting
Télérama : « L’humain, ce sont des rencontres comme celle-ci, qui fait se retrouver rue des Cascades un réalisateur et ses acteurs d'il y a cinquante ans. Parmi eux, Christine Simon, 66 ans, 13 à l’époque. […] Elle n’a jamais vu Un gosse de la butte, mais garde des souvenirs vifs de ses journées passées à siffler le générique du Pont de la rivière Kwaï avec les autres gamins, dans les loges ou dans les rues en pente. “C’est bien tout ça mais on n’a pas besoin du cinéma pour se rappeler, les souvenirs de tournage sont plus importants”, glisse-t-elle, mi-grave, mi-amusée. […] Derrière elle, les gosses d'hier aujourd’hui dégarnis ou moustachus rejouent une scène du film, hilares. Érick Barrukh, que ses parents ont préféré médecin que comédien, se souvient de Christine Simon, de quatre ans son aînée, ou plutôt de son costume. “Elle tournait une scène en Bikini, et c’est la première fois qu’on voyait une fille en maillot de bain”. Le prénom de son personnage, lui, ne revient à personne, pas même à la comédienne. »

### Tournage
- Période de prises de vue : 30 septembre au 23 novembre 1963[3].
- Intérieurs : Franstudio-Saint-Maurice (Val-de-Marne)[1].
- Extérieurs : Paris (2e arr., 9e arr., 20e arr.).

### Chanson
Un petit homme, musique et interprétation par Henri Salvador (voix chantée de Serge Nubret). 

### Accueil
- Télérama[2] : « L'histoire d'une mère blanche qui refait sa vie avec un jeune Noir de vingt ans son cadet, dans le décor presque sauvage du Belleville des années 1960. Pour Maurice Delbez, […] C'est “le film de [sa] vie”, mais aussi celui qui le mènera à la ruine. Sa romance mixte ne séduit pas les critiques, encore moins les directeurs de salle qui refusent de montrer le film, laissant le réalisateur endetté à hauteur de 40 millions de francs. “Il est sorti trop tôt, les mentalités n’étaient pas prêtes, assure-t-il plein d’amertume. Mais tout ça est réparé aujourd’hui”. »
- À l'initiative de la plateforme de financement participatif Celluloïd Angels[Note 1], le film a été restauré en 2017 par les sociétés Daems, Hiventy et Filmo grâce à la contribution de SND (Société nouvelle de distribution), du CNC et du Forum des images[1],[Note 2].